# Hayabusa (sonda kosmiczna)
Hayabusa (jap. はやぶさ sokół wędrowny) – sonda kosmiczna wystrzelona 9 maja 2003 przez JAXA w celu zebrania próbek materii z planetoidy (25143) Itokawa i dostarczenia ich na Ziemię. Itokawa to licząca 294 m szerokości i 535 m długości planetoida należąca do grupy Apollo. Oficjalne oznaczenie Hayabusa to MUSES-C (jap. ミューゼスＣ). Sonda weszła na orbitę heliocentryczną w pobliżu Itokawy w połowie września 2005, a czujniki pojazdu rozpoczęły skanowanie powierzchni tego ciała niebieskiego. Badania miały określić kształt, prędkość obrotową, topografię, kolor, skład, gęstość oraz historię geologiczną planetoidy. W listopadzie 2005 roku sonda wylądowała na powierzchni planetoidy w celu pobrania dwóch próbek. Kapsuła z próbkami dostarczona została na Ziemię 13 czerwca 2010.
Inne sondy kosmiczne takie jak Galileo, NEAR Shoemaker i Deep Impact zbliżyły się wcześniej do innych planetoid i komet. Jednak Hayabusa jako pierwsza dostarczyła materię pochodzącą z planetoidy na Ziemię, co było milowym krokiem w eksploracji tysięcy podobnych ciał niebieskich znajdujących się w Układzie Słonecznym.

## Program misji
Sonda Hayabusa została wyniesiona w przestrzeń kosmiczną 9 maja 2003 o godz. 04:29:25 czasu UTC przy pomocy rakiety M-5 z kosmodromu Uchinoura (wtedy znanego jeszcze jako kosmodrom Kagoshima). Statek został wyposażony w prototypowe silniki jonowe. Ich niezwykła sprawność pozwoliła na ciągłe rozpędzanie sondy przez prawie dwa lata bez przerwy. W ten sposób w krótkim czasie sonda mogła zbliżyć się do celu, krążąc po orbicie heliocentrycznej w pobliżu (25143) Itokawa.
Początkowo sonda badała planetoidę z odległości około 20 km. Następnie Hayabusa zbliżyła się do powierzchni i wykonała serię miękkich lądowań pobierając próbki z dwóch miejsc. Sterowanie odbywało się całkowicie autonomicznie w oparciu o system wizyjny. Zdalne kierowanie sondą z Ziemi było niemożliwe, ze względu na znaczące opóźnienie w komunikacji (kilkadziesiąt minut). Kiedy Hayabusa osiadła na powierzchni planetoidy wystrzeliła w jej kierunku miniaturowy pocisk, a zasobniki zebrały pył, który się uniósł. Próbki o masie około jednego grama zostały dostarczone we wnętrzu kapsuły lądownika.
Po kilku miesiącach badań sonda uruchomiła silniki jonowe, które pozwoliły jej na powrót na Ziemię, w czerwcu 2010. Kapsuła lądownika odłączyła się od Hayabusa w odległości około 400 tys. km. Podczas lądowania kapsuła została poddana przeciążeniu 25 g, a jej osłona termiczna nagrzewała się w tempie 30 razy większym, niż miało to miejsce w przypadku modułu dowodzenia Apollo. Na lądowisko wyznaczono obszar Woomera w Południowej Australii.

## Znaczenie naukowe misji
Obecna wiedza dotycząca minerałów budujących planetoidy opiera się głównie na próbkach meteorytów. Określenie rozmiaru planetoidy, z której pochodzi meteoryt jest bardzo trudne. Próbki dostarczone przez Hayabusa pozwolą na połączenie danych pochodzących z kosmicznych skał spadających na Ziemię z właściwościami planetoid krążących w Układzie Słonecznym.
Misja oraz współpraca niezbędna do jej sukcesu została doceniona przez gazetę Asahi Shimbun, która przyznała zespołowi projektowemu (reprezentowanemu przez Junichiro Kawaguchiego), środowiskom przemysłowym (reprezentowanym przez Shinjiego Haguno) i środowiskom akademickim (reprezentowanym przez Kazuo Tsuchiyamę) Nagrodę Asahi za 2010 rok.

## Zmiany w planie misji
Plan misji był zmieniany kilkakrotnie jeszcze przed startem:
- Wstępnie planowano wystrzelenie w czerwcu 2002 w kierunku planetoidy (4660) Nereus (brano również pod uwagę planetoidę (10302) 1989 ML). Awaria rakiety M-5 zmusiła badaczy do opóźnienia startu i planetoida wyszła poza zasięg sondy. Nowym celem lotu stała się planetoida (25143) Itokawa.
- Początkowo lądownik dla sondy Hayabusa miała zbudować NASA, ale projekt anulowano w listopadzie 2000.
- W roku 2003 potężna eksplozja na Słońcu wyrzuciła w przestrzeń potężny strumień wiatru słonecznego, który uszkodził baterie słoneczne sondy. Zmniejszona moc zasilania zmusiła obsługę do zmniejszenia ciągu silnika jonowego, który wymaga zasilania elektrycznego. W efekcie sonda spędziła w pobliżu planetoidy mniej czasu niż pierwotnie zakładano i wykonała dwa lądowania zamiast planowanych trzech.

## Chronologia misji
2002–2003
- przełożenie startu z 24 listopada 2002 z powodów technicznych – wadliwego zaworu regulacji ciśnienie silnika
- 9 maja 2003 – wystrzelenie sondy
- 27 maja – włączenie pierwszego z czterech silników jonowych sondy
- 25 czerwca – rozpoczęcie jednoczesnej pracy przez 3 z 4 silników jonowych. Krótko potem silnik A został wyłączony z uwagi na niestabilną pracę

2004
- 12 maja, godz. 02:00 – wykonano korektę orbity (dV = 0,132 m/s) związanej z przygotowaniem do manewru asysty grawitacyjnej
- 18 maja – sonda wykonała serię zdjęć Ziemi i Księżyca
- 19 maja, godz. 06:23 – sonda dokonała zbliżenia do Ziemi, na odległość 3725 km, wykonując manewr asysty grawitacyjnej
- 9 grudnia – sumaryczny czas pracy silników jonowych wyniósł 20 000 godzin. Zużyto przy tym 20 kg substancji roboczej, a łączna zmiana prędkości wyniosła 1,3 km/s

2005
- czerwiec – JAXA poinformowała, że w wyniku erupcji słonecznej jesienią 2003 roku baterie słoneczne próbnika uległy uszkodzeniu, które spowodowało degradację ich wydajności i niedobory energii elektrycznej. W związku z tym planowany na czerwiec 2005 roku przylot sondy do planetoidy został przesunięty na początek września 2005, a czas przeznaczony na wykonanie wszystkich operacji w jej pobliżu skrócony z 4 do 2 miesięcy. 7 lipca odległość do planetoidy wynosiła 143 100 km
- 31 lipca – awarii uległo jedno z trzech kół zamachowych sondy, pracujące w osi X
- 14 sierpnia – Hayabusa przesłała pierwsze zdjęcie planetoidy (25143) Itokawa[4], a potem w dniach 22 – 24 sierpnia wykonano kolejne zdjęcia[5].
- 28 sierpnia – wyłączono silniki jonowe. Manewry związane ze zbliżaniem do planetoidy wykonały silniczki na paliwo chemiczne. Statek znajdował się wtedy 4800 km od celu i zbliżał się do niego z prędkością 32 km/h. Do tej pory silniki jonowe przepracowały łącznie 25 800 godzin i zmieniły prędkość sondy o 1,4 km/s, zużywając przy tym 22 kg ksenonu
- 2 września – odległość od planetoidy 1550 km
- 4 września – kamery sondy wykonały zdjęcie planetoidy, na którym widoczny jest jej wydłużony kształt[6]
- 6 września – odległość od planetoidy 500 km
- 7 września, godz. 16:00 – sonda znajdowała się 220 km od planetoidy, a prędkość zbliżania wynosiła 7 km/h. Na zdjęciach wykonanych tego dnia udało się dostrzec pierwsze szczegóły powierzchni. Ustalono również dokładne rozmiary ciała (540 × 310 x 250 m)
- 11 września – na kolejny fotografiach udało się już rozróżnić poszczególne wzgórza[7]
- wrzesień do połowy października – Hayabusa badała planetoidę Itokawa zdalnie. Badacze określili najlepsze miejsca do lądowania.
- 12 września – sonda dotarła na odległość 20 km od planetoidy Itokawa[8] i wykonała manewr hamowania (dV=0,07 m/s), zatrzymując się w odległości 20,25 km. Prędkość sondy względem Itokawy wynosiła 0,25 mm/s
- 15 września – wykonano pierwsze zdjęcia w szerokim spektrum barw (na stronie badacze umieścili wersję w odcieniach szarości)[9]. Odległość do planetoidy wynosiła 17 km
- 19-21 września – odległość do planetoidy zmalała do 15 km, po czym zwiększono ją do 19,5 km
- 22 września – kontrolerzy lotu sondy zaproponowali nazwy trzech regionów powierzchni Itokawy: Woomera Desert, Uchinoura Bay, Muses Sea
- 26 września – dystans do planetoidy zmniejszono do 16 km
- 29 września – Hayabusa dotarła na odległość 10 km od planetoidy Itokawa
- 30 września – dystans między sondą a Itokawą zmniejszono do 6,8 km, ale jednocześnie odpalono silniki (dV = 0,05 m/s), aby oddalić sondę
- 3 października, godz. 08:08 – awarii uległo drugie koło zamachowe (oś Y). Manewrowanie odbywa się za pomocą jednego koła zamachowego (oś Z)
- 1 listopada – sonda w odległości 4,4 km od planetoidy Itokawa wykonała kolejną serię zdjęć, w tym dwóch możliwych miejsc lądowania i pobrania próbek
- 19 listopada – sonda wylądowała na powierzchni planetoidy, ale w wyniku uszkodzenia powrót na Ziemię został wstrzymany.

2007

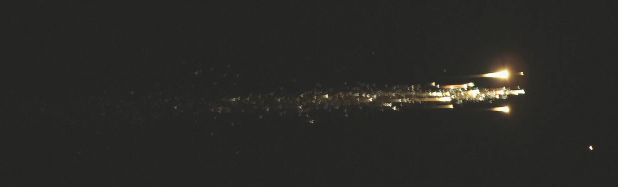
Poniżej płonących szczątków rozpadającej się sondy widoczna jest kapsuła z próbkami

- 25 kwietnia – odpalono jeden z silników, Hayabusa rozpoczyna podróż powrotną na Ziemię.

2010
- 13 czerwca – podczas wejścia w atmosferę sonda rozpadła się (zgodnie z planem), kapsuła z próbkami pozostała nieuszkodzona; około 14:10 kapsuła wylądowała na obszarze Strefy Zakazanej Woomera w Australii Południowej